# Чемпіонат світу з трекових велоперегонів 2001
Чемпіонат світу з трекових велоперегонів 2001 проходив з 26 по 30 вересня 2001 року в Антверпені, Бельгія на велодромі Antwerps Sportpaleis. На змаганнях розіграли 12 комплектів нагород — 8 в чоловіків та 4 у жінок.

## Медалісти

### Чоловіки
| Дисципліна                         | Золото                                                                                        | Срібло                                                                       | Бронза                                                                     |
| Спринт                             | Арно Турнан                                                                                   | Лорен Ґане                                                                   | Флоріан Руссо                                                              |
| Гіт (1 км)                         | Арно Турнан (1:02.571)                                                                        | Сорен Лаусберг (1:03.363)                                                    | Гжегож Крейнер (1:03.567)                                                  |
| Індивідуальна гонка переслідування | Олександр Симоненко (наздогнав)                                                               | Єнс Леманн (наздогнали)                                                      | Штефан Штайнвеґ (4:32.448)                                                 |
| Командна гонка переслідування      | Україна Сергій Чернявський Олександр Феденко Олександр Симоненко Любомир Полатайко (4:09.699) | Велика Британія Бредлі Віґґінз Пол Меннінг Кріс Ньютон Браян Стіл (4:10.982) | Німеччина Крістіан Бах Ґвідо Фульст Єнс Леманн Себастьян Сідлер (4:08.540) |
| Командний спринт                   | Франція Лорен Ґане Флоріан Руссо Арно Турнан                                                  | Австралія Джобі Дайка Раян Бейлі Шон Іді                                     | Велика Британія Крейґ Маклін Джейсон Квіллі Кріс Гой                       |
| Кейрін                             | Раян Бейлі                                                                                    | Лорен Ґане                                                                   | Єнс Фідлер                                                                 |
| Гонка за очками                    | Бруно Рісі (29)                                                                               | Хуан Естебан Куручет (23)                                                    | Франц Штохер (17)                                                          |
| Медісон                            | Франція Робер Сассон Жером Новіль                                                             | Іспанія Ісаак Ґальвес Хоан Лланерас                                          | Аргентина Хуан Естебан Куручет Ґабріель Куручет                            |

### Жінки
| Дисципліна                         | Золото                        | Срібло                     | Бронза                 |
| Спринт                             | Світлана Грановська           | Теммі Томас                | Лорі-Енн Муензер       |
| Гіт (500 м)                        | Ненсі Контрерас (34.996)      | Лорі-Енн Муензер (35.151)  | Катрін Майнке (35.356) |
| Індивідуальна гонка переслідування | Леонтін ван Морсел (3:34.505) | Ольга Слюсарєва (3:39.090) | Олена Чалих (3:39.811) |
| Гонка за очками                    | Ольга Слюсарєва (21)          | Кетрін Бейтс (14)          | Белем Герреро (5)      |

## Загальний медальний залік
| Місце  | Країна          | Золото | Срібло | Бронза | Загалом |
| ------ | --------------- | ------ | ------ | ------ | ------- |
| 1      | Франція         | 4      | 2      | 1      | 7       |
| 2      | Росія           | 2      | 1      | 1      | 4       |
| 3      | Україна         | 2      |        |        | 2       |
| 4      | Австралія       | 1      | 2      |        | 3       |
| 5      | Мексика         | 1      |        | 1      | 2       |
| 6      | Нідерланди      | 1      |        |        | 1       |
| 6      | Швейцарія       | 1      |        |        | 1       |
| 8      | Німеччина       |        | 2      | 4      | 6       |
| 9      | Аргентина       |        | 1      | 1      | 2       |
| 9      | Канада          |        | 1      | 1      | 2       |
| 9      | Велика Британія |        | 1      | 1      | 2       |
| 12     | Іспанія         |        | 1      |        | 1       |
| 12     | США             |        | 1      |        | 1       |
| 14     | Австрія         |        |        | 1      | 1       |
| 14     | Польща          |        |        | 1      | 1       |
| Всього | Всього          | 12     | 12     | 12     | 36      |